# ヌルタイ・ドゥトバエフ
ヌルタイ・ヌルタエヴィッチ・ドゥトバエフ（Нартай Нуртаевич Дутбаев、1956年1月7日 - ）は、カザフスタン共和国のチェキスト。元カザフスタン国家保安委員会議長。中将。大ジュズの出身。

## 経歴
ジャンブール州スヴェルドロフスク地区ミハイロフカ村出身。V.I.レーニン名称カザフ工業大学（КазНИТУ、1978年）、ソ連国家保安委員会（KGB）ミンスク高等課程（1980～82年）、ソ連KGB高等教育施設を卒業。1999年8月から少将。2001年から中将。
1978年～1980年、「カザフ燐光国立計画研究所科学研究所」自動化課技師、先任技師。1982年～1986年、ソ連KGBスタヴロポリ地方局初級作戦係、作戦係、上級作戦係。1986年～1993年、ソ連KGB・カザフスタン国家保安委員会アルマ・アタ州局上級作戦係、班長、先任監査官、副課長、課長。
1993年～1997年、国家保安委員会副局長、局長、総局長（防諜）。1997年、国家保安委員会将来発展部長。1997年～1998年、国家保安委員会パヴロダール州局長。1998年9月から国家保安委員会副議長。1998年～1999年、国家保安委員会「バルラウ」（諜報）庁長官代行。2001年11月から国家保安委員会第一副議長。
2001年12月から2006年2月まで国家保安委員会議長。